# Anthony Ramos
Anthony Ramos Martínez (Brooklyn, Nueva York; 1 de noviembre de 1991) es un actor y cantante estadounidense de ascendencia puertorriqueña. En 2015, originó los papeles duales de John Laurens y Philip Hamilton en el musical de Broadway Hamilton. 
Ramos también apareció en la versión cinematográfica de 2021 de In the Heights como Usnavi y en la película de 2018 A Star Is Born como Ramon. En 2021, recibió una nominación para un premio Primetime Emmy como mejor actor de reparto en una miniserie o telefilme por su actuación en la grabación en vivo de Disney+ de Hamilton que se estrenó en 2020. En 2023 fue protagonista de la película Transformers: el despertar de las bestias y en 2024 apareció en la película Twisters, secuela de Twister, de 1996

## Biografía
Ramos nació como Anthony Ramos Martínez en la ciudad de Nueva York y es de ascendencia puertorriqueña. Creció en el barrio de Bushwick, Brooklyn, donde vivía con su madre, su hermano mayor y su hermana menor.
Ramos asistió a Halsey Junior High School, donde cantó canciones de Motown en asambleas escolares en un grupo de estudiantes llamado Halsey Trio. Se graduó en 2009 de New Utrecht High School. Sus ambiciones en ese momento se centraban en el béisbol, incluidos los planes de jugar béisbol universitario de la División III de la NCAA, seguido de una carrera como entrenador.
Después de la secundaria, Ramos asistió a la American Musical and Dramatic Academy, un conservatorio de artes escénicas, con una beca completa. Se graduó de su programa de teatro musical en 2011.

## Carrera actoral
A partir de 2011, Ramos obtuvo papeles en una variedad de producciones musicales regionales y en gira, incluido Sonny de la Vega en una producción de 2012 de In the Heights.
En 2012 participó en la película "El infiltrado", desempeñándose en el papel de James Jr.
En 2014, Ramos actuó en Heart and Lights en el Radio City Music Hall, un espectáculo de baile con Las Rockettes que fue cancelado durante las vistas previas. Durante los ensayos de Heart and Lights, Ramos hizo una audición para la producción off-Broadway de Hamilton en The Public Theatre.
Después de ser elegido para Hamilton, Ramos interpretó a Justin Laboy en el corto musical de Lin-Manuel Miranda 21 Chump Street, una actuación única de 14 minutos el 7 de junio de 2014, que fue grabada para This American Life de NPR.
Hamilton abrió fuera de Broadway a principios de 2015, con Ramos originando los papeles duales de John Laurens y el hijo mayor de Alexander Hamilton, Philip Hamilton. El musical se trasladó a Broadway el 13 de julio de 2015, en vistas previas, y se estrenó el 6 de agosto de 2015. Ramos dejó la producción el 20 de noviembre de 2016.
En septiembre de 2016, se anunció que Ramos había sido elegido para la serie de comedia dramática de Netflix del director Spike Lee She's Gotta Have It, en el papel de Mars Blackmon.
Ramos interpretó el papel de Ramón en la nueva versión de 2018 de A Star Is Born, protagonizada por Lady Gaga y Bradley Cooper, y dirigida por Cooper.
En 2018, Variety informó que Ramos había sido elegido para interpretar a Usnavi de la Vega en la adaptación cinematográfica de In the Heights. La película fue lanzada en 2021, con gran éxito.
En abril de 2021, Ramos fue elegido para el papel principal en la próxima entrega de la franquicia de películas Transformers, Transformers: el despertar de las bestias. Actualmente, la película está programada para estrenarse en 2023.

## Carrera musical
Ramos apareció en la grabación original del elenco de Broadway de Hamilton en 2015, en los papeles duales de John Laurens y Philip Hamilton.

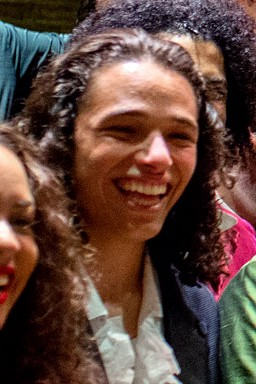
Ramos en 2015.

Se reunió con Lin-Manuel Miranda en octubre de 2017 como uno de los vocalistas de la canción de Miranda «Almost Like Praying», un lanzamiento para beneficiar a las víctimas del huracán María.

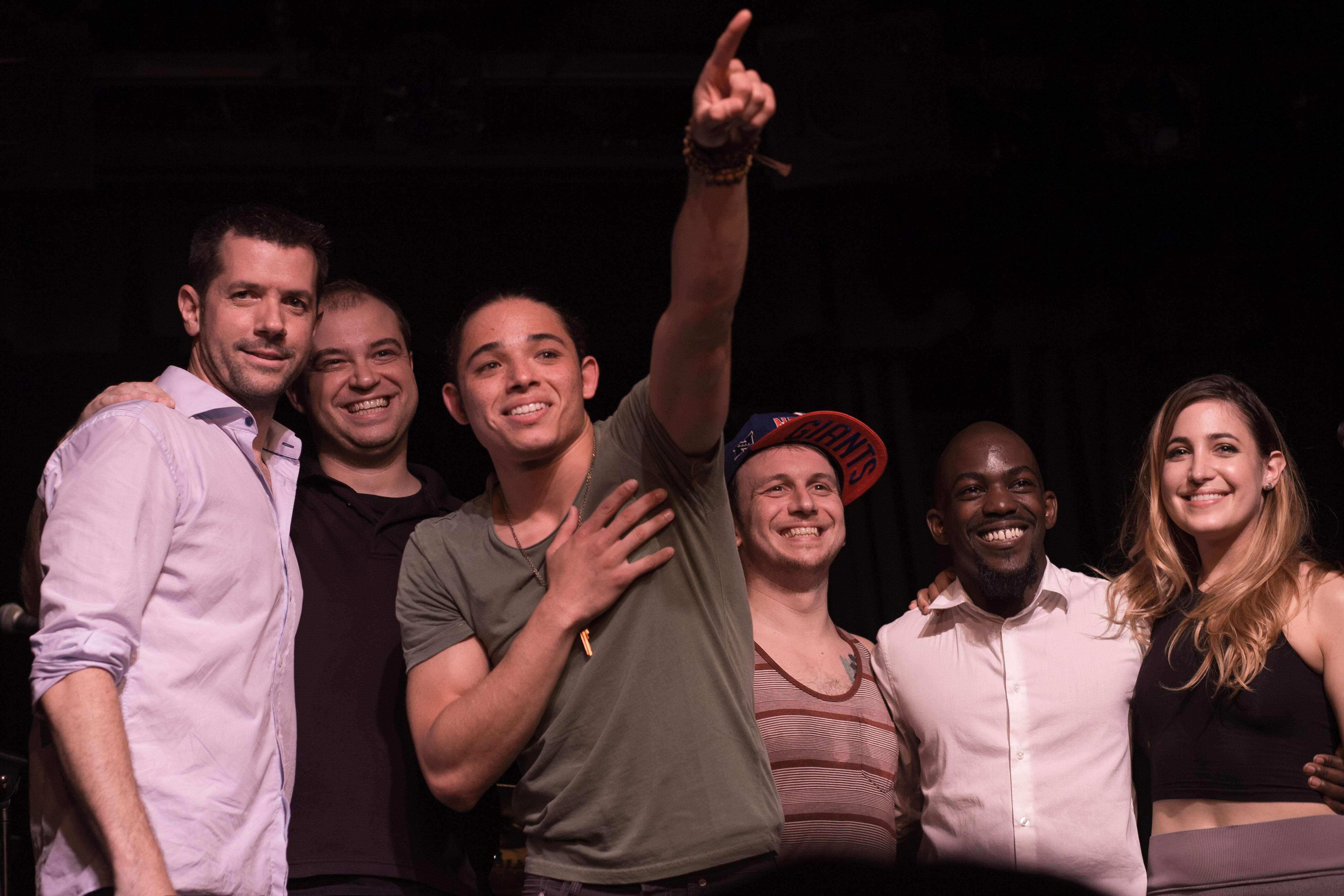
Ramos (centro) en 2017.

El 8 de noviembre de 2017, Ramos lanzó dos canciones, «Freedom» y «Common Ground», de su primer EP en solitario, titulado The Freedom EP. El lanzamiento fue producido por Will Wells, quien previamente había trabajado con Logic y Pentatonix. Inspirado en las elecciones de 2016, The Freedom EP se publicó en el primer aniversario de la toma de posesión del presidente Donald Trump, el 20 de enero de 2018. Además de los sencillos lanzados anteriormente «Freedom», «Common Ground» y «Alright», el EP incluía dos nuevas canciones, «When The Bell Tolls» y «PRayer». [sic]
El 13 de junio de 2019, se anunció que Ramos había firmado con Republic Records. La firma fue documentada en su serie de YouTube, It Takes A Village, donde reveló que ese verano se lanzaría nueva música. Su álbum debut, The Good & The Bad, fue lanzado el 25 de octubre de 2019. Debutó en el número 21 en la lista de álbumes de Billboard Heatseekers de EE. UU..
El 25 de junio de 2021, Ramos lanzó su segundo álbum Love and Lies.

## Vida personal
Ramos mantuvo una relación durante seis años con Jasmine Cephas Jones, miembro también del elenco original de Hamilton, que comenzó cuando ambos se conocieron durante los ensayos de la producción off-Broadway, en el Teatro Público. Se comprometieron el 24 de diciembre de 2018. En diciembre de 2021, múltiples fuentes reportaron que la pareja se separó y canceló su compromiso.

## Filmografía

### Teatro
| Año       | Producción      | Personaje                      | Ubicación                                                                                          | Categoría         |
| --------- | --------------- | ------------------------------ | -------------------------------------------------------------------------------------------------- | ----------------- |
| 2011      | Grease          | Sonny La Tierri                | Surflight Theatre 22 de junio - 15 de julio de 2011                                                |                   |
| 2012      | Damn Yanquis    | Henry / Ensemble               | Varios                                                                                             | Tour Nacional     |
| 2012      | In the Heights  | Sonny de la Vega               | Pioneer Theatre Company 14 de septiembre - 29 de septiembre de2012                                 | Regional          |
| 2014      | 21 Chump Street | Justin Laboy                   | Brooklyn Academy of Music 7 de junio de 2014                                                       |                   |
| 2015-2016 | Hamilton        | John Laurens / Philip Hamilton | El Teatro Público 20 de enero - 3 de mayo de 2015                                                  | Fuera de Broadway |
| 2015-2016 | Hamilton        | John Laurens / Philip Hamilton | Richard Rodgers Theater 13 de julio de 2015 - 20 de noviembre de 2016                              | Broadway          |
| 2018      | In the Heights  | Usnavi de la Vega              | John F. Kennedy Center for the Performing Arts, Washington D. C. 21 de marzo - 25 de marzo de 2018 | Regional          |

### Cine
| Año  | Título                                    | Personaje                    | Notas                                              |
| ---- | ----------------------------------------- | ---------------------------- | -------------------------------------------------- |
| 2016 | White Girl                                | Kilo                         |                                                    |
| 2016 | 10 Crosby                                 | Portero joven                | Cortometraje                                       |
| 2017 | Patti Cake$                               | Ingeniero de grabación       |                                                    |
| 2018 | Monsters and Men                          | Manny Ortega                 |                                                    |
| 2018 | A Star Is Born                            | Ramon                        |                                                    |
| 2018 | Summertime                                | Frankie                      |                                                    |
| 2019 | Godzilla: King of the Monsters            | Anthony Martinez             |                                                    |
| 2020 | Trolls World Tour                         | Rey Trollex (voz)            |                                                    |
| 2020 | Hamilton                                  | John Laurens/Philip Hamilton | Grabación filmada del musical de Broadway de 2016. |
| 2020 | Honest Thief                              | Ramon Hall                   |                                                    |
| 2021 | In the Heights                            | Usnavi de la Vega            |                                                    |
| 2022 | Los tipos malos                           | Sr. Piraña (voz)             |                                                    |
| 2022 | Distant                                   | Andy Ramirez                 |                                                    |
| 2023 | Transformers: el despertar de las bestias | Noah Díaz                    |                                                    |
| 2024 | Twisters                                  | Javi                         |                                                    |
| 2025 | Highest 2 Lowest                          | El mismo                     |                                                    |
| 2025 | Los tipos malos 2                         | Sr. Piraña (voz)             |                                                    |

### Televisión
| Año       | Título                            | Personaje                 | Notas                                    |
| --------- | --------------------------------- | ------------------------- | ---------------------------------------- |
| 2015      | Younger                           | Julio                     | Episodios: «Liza Sows Her Oates» & «IRL» |
| 2016      | Law & Order: Special Victims Unit | Juan Flores               | Episodio: «Forty-One Witnesses»          |
| 2017-2018 | Will & Grace                      | Tony                      | 4 episodios                              |
| 2017-2019 | She's Gotta Have It               | Mars Blackmon             | 19 episodios                             |
| 2019      | Elena of Avalor                   | Tito (voz)                | Episodio: «Team Isa»                     |
| 2021      | In Treatment                      | Eladio Restrepo           | 6 episodios                              |
| 2021      | Blindspotting                     | Yorkie                    | 2 episodios                              |
| 2021      | Trolls: Holiday in Harmony        | King Trollex (voz)        | Especial de TV                           |
| 2024      | Finding Your Roots                | Él mismo                  | Episodio: "Mean Streets"                 |
| 2025      | Ironheart                         | Parker Robbins / The Hood | Próxima miniserie de Disney+             |

## Discografía

### Álbumes de estudio
| Título             | Detalles |
| ------------------ | --- |
| The Good & the Bad | - Fecha de lanzamiento: 25 de octubre de 2019 - Sello: Republic - Formatos: CD, descarga digital, streaming |
| Love and Lies      | - Fecha de lanzamiento: 25 de junio de 2021 - Sello: Republic - Formatos: CD, digital download, streaming   |

### Extended plays
| Título         | Detalles |
| -------------- | --- |
| The Freedom EP | - Fecha de lanzamiento: 28 de enero de 2018 - Sello: Whole Team Winnin' - Formatos: CD, descarga digital, streaming |

### Álbumes de bandas sonoras y elenco
| Título                       | Detalles | Posiciones en listas | Posiciones en listas | Posiciones en listas | Posiciones en listas |
| Título                       | Detalles | US                   | AUS                  | CAN                  | UK                   |
| ---------------------------- | --- | -------------------- | -------------------- | -------------------- | -------------------- |
| 21 Chump Street: The Musical | - Fecha de lanzamiento: 19 de junio de 2014 - Sello: 5000 Broadway Productions - Formatos: CD, descarga digital                    | —                    | —                    | —                    | —                    |
| Hamilton                     | - Fecha de lanzamiento: 25 de septiembre de 2015 - Sello: Hamilton Uptown - Formatos: CD, descarga digital                         | 2                    | 6                    | 2                    | 58                   |
| Trolls World Tour            | - Fecha de lanzamiento: 13 de marzo de 2020 - Sello: RCA - Formatos: CD, descarga digital, streaming                               | 15                   | 66                   | 33                   | —                    |
| In the Heights               | - Fecha de lanzamiento: 10 de junio de 2021 - Sello: Atlantic Records/WaterTower Music - Formatos: CD, descarga digital, streaming | —                    | —                    | —                    | —                    |

### Sencillos
| Título                                                                      | Año  | Álbum              |
| --------------------------------------------------------------------------- | ---- | ------------------ |
| «Cry Today, Smile Tomorrow»                                                 | 2019 | Sencillo sin álbum |
| «Dear Diary»                                                                | 2019 | The Good & the Bad |
| «The Good & the Bad»                                                        | 2019 | The Good & the Bad |
| «Mind Over Matter»                                                          | 2019 | The Good & the Bad |
| «Figure It Out»                                                             | 2019 | The Good & the Bad |
| «Relationship»                                                              | 2020 | The Good & the Bad |
| «Stop»                                                                      | 2020 | Sencillo sin álbum |
| «If You Want Me to Stay» (cover de Sly & the Family Stone) (con Ari Lennox) | 2020 | Sencillo sin álbum |
| «Say Less»                                                                  | 2021 | Love and Lies      |
| «Blessings»                                                                 | 2021 | Love and Lies      |
| «Échale»                                                                    | 2021 | Love and Lies      |
| «Lose My Mind»                                                              | 2021 | Love and Lies      |

## Premios y nominaciones
| Año  | Premio                              | Categoría                                           | Trabajo        | Resultado | Ref.   |
| ---- | ----------------------------------- | --------------------------------------------------- | -------------- | --------- | ------ |
| 2016 | Premios Grammy                      | Mejor álbum de teatro musical                       | Hamilton       | Ganador   |        |
| 2016 | Broadway.com Premios de audiencia   | Actor Destacado Favorito en un Musical              | Hamilton       | Nominado  |        |
| 2016 | Broadway.com Premios de audiencia   | Hombre Favorito de Rendimiento Destacado            | Hamilton       | Nominado  |        |
| 2019 | Premios del Sindicato de Actores    | Mejor reparto                                       | A Star Is Born | Nominado  |        |
| 2019 | Gold Derby Awards                   | Mejor ensamble                                      | A Star Is Born | Nominado  |        |
| 2021 | Asociación de Críticos de Hollywood | Mejor actor en un papel principal                   | In the Heights | Ganador   | [ 29 ] |
| 2021 | Premios Primetime Emmy              | Mejor actor de reparto en una miniserie o telefilme | Hamilton       | Nominado  | [ 30 ] |